# Raimundo Lira
Raimundo Lira (Cajazeiras, 16 de dezembro de 1943) é um economista, empresário e político brasileiro, filiado ao Republicanos. Foi senador pela Paraíba e líder da maioria no Senado Federal do Brasil, deixando a liderança por causa da sua desfiliação do PMDB.
Foi o único senador da Paraíba a receber o Prêmio Congresso em Foco como um dos melhores parlamentares do ano, em 19 de outubro de 2017.

## Dados biográficos
Filho de José Augusto Lira e França Oliveira Lira. Aluno do Colégio Salesiano Padre Rolim em Cajazeiras e da Escola Preparatória de Cadetes do Exército Brasileiro. Em 1968 formou-se em Economia pela Universidade Federal da Paraíba e foi presidente do Clube dos Estudantes Universitários em Campina Grande.
Antes de ingressar na Política, foi Professor de Economia Brasileira na Universidade Regional do Nordeste (atualmente Universidade Estadual da Paraíba - UEPB). É casado com Gitana Maria Figueirêdo Lira, Professora Titular da UFPB, e tem quatro filhos: Rodolfo, Isabela, Eduardo e Rogério. Ocupou vários cargos de Representação Empresarial na Paraíba e no Brasil. Entre eles, Presidente do Clube de Diretores Lojistas de Campina Grande, Vice-Presidente da ABRACAF (Associação Brasileira dos Concessionários FIAT) e Primeiro Vice-Presidente da FENABRAVE (Federação Nacional da Distribuição de Veículos Automotores).

## Carreira política

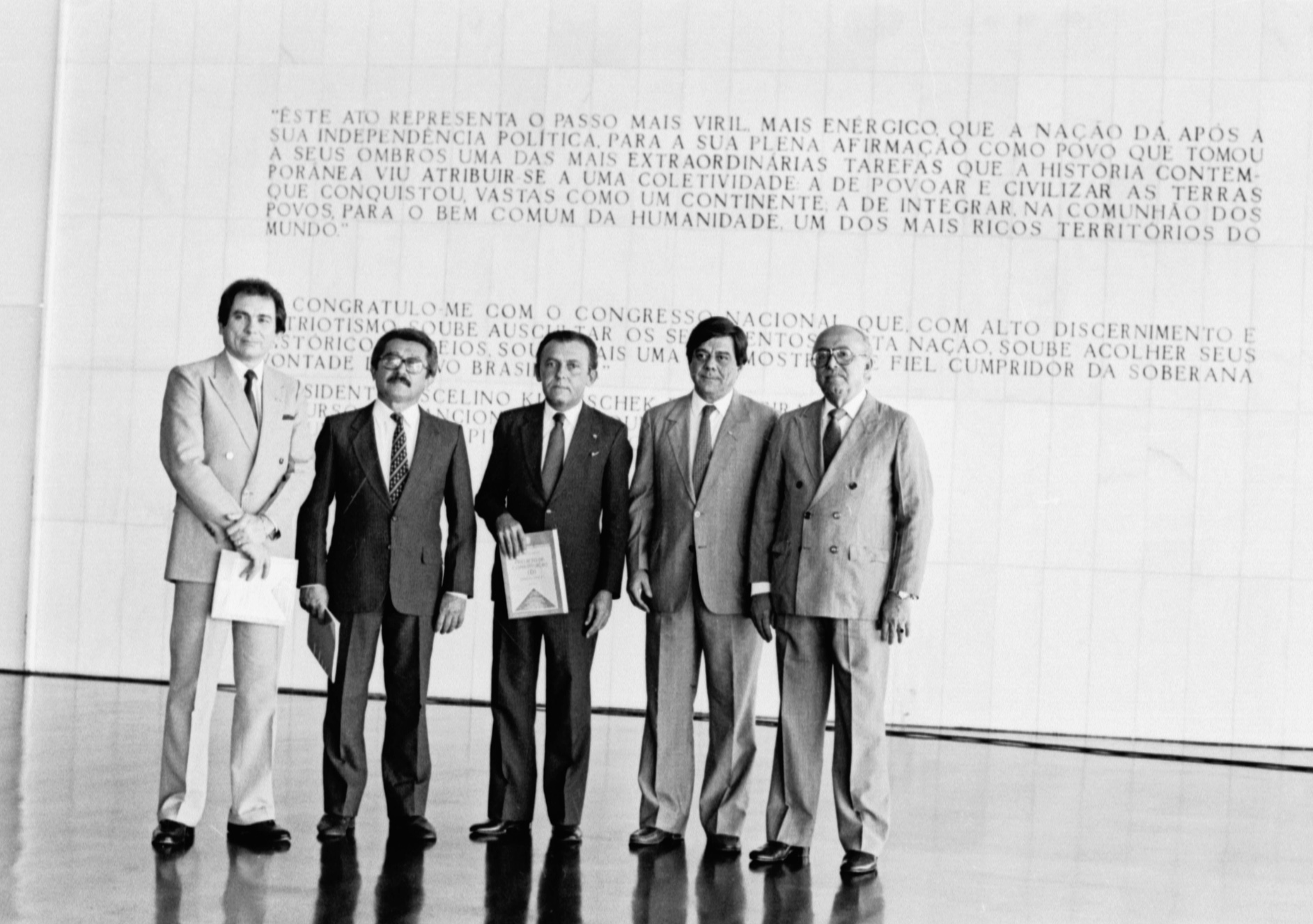
Em 1988, durante a Assembleia Nacional Constituinte com Humberto Lucena

Sua primeira filiação partidária foi ao PDS onde permaneceu até ingressar no PMDB em 1983 e por sua nova legenda foi eleito senador pela Paraíba em 1986 ao lado de Humberto Lucena. Permaneceu no partido até as eleições presidenciais de 1989 quando ingressou no PRN em apoio à candidatura vitoriosa de Fernando Collor.
Durante a elaboração da constituinte, na condição de vice-líder do PMDB no Senado Federal chegando à vice-presidência da Subcomissão de Defesa do Estado, da Sociedade e de sua Segurança, membro efetivo da Comissão de Organização Eleitoral, Partidária e Garantia das Instituições e suplente da Subcomissão de Princípios Gerais, Intervenção do Estado, Regime e Propriedade do Subsolo e da Atividade Econômica e da Comissão da Ordem Econômica. Apresentou vinte e duas emendas à Assembleia Nacional Constituinte, das quais onze foram aprovadas.
Foi vice-líder do PMDB para área econômica e nesta condição relatou a nova Lei do Imposto de Renda de Pessoa Física. Também idealizou a Comissão de Assuntos Econômicos do Senado Federal sendo eleito seu primeiro presidente, além de ser cumulativamente presidente da Renegociação da Dívida Externa Brasileira.
Durante quase três anos, participou de várias Missões Oficiais no Exterior junto aos Organismos Econômicos Internacionais: FED (Banco Central Americano), Fundo Monetário Internacional e Banco Mundial nos Estados Unidos, Fundo Nakazone no Japão e Clube de Paris na França, Itália e Alemanha. Concluída a renegociação da Dívida Externa Brasileira, o Acordo foi assinado no Canadá com a participação de mais setecentos Bancos Internacionais.
Foi eleito, ainda, Presidente da Comissão Mista de Planos, Orçamentos Públicos e Fiscalização do Congresso Nacional. Nesta função defendeu o fim das emendas individuais ao Orçamento da União. Elas deveriam ser apresentadas coletivamente pelas bancadas estaduais.
Em 1994 disputou a reeleição, sem sucesso. Disputou pelo então PFL numa coligação com quatro outros partidos ao lado de antigos adversários como Wilson Braga e Lúcia Braga. Naquela eleição aconteceu a vitória de Ronaldo Cunha Lima e a reeleição de Humberto Lucena, ambos do PMDB. Após sua derrota, afastou-se da vida pública e foi cuidar dos seus negócios empresariais.
Após afastar-se da política por quase vinte anos, emprestou seu nome para compor a chapa do PMDB e foi eleito primeiro suplente do então senador Vital do Rêgo Filho. Após a renúncia do titular para assumir uma vaga no Tribunal de Contas da União, Lira assume uma das representações da Paraíba na Câmara Alta do Parlamento.
Em 20 de abril de 2016, Lira foi indicado para a presidência da Comissão Especial do Impeachment de Dilma Rousseff.
Em dezembro de 2016, votou a favor da PEC do Teto dos Gastos Públicos. Em julho de 2017 votou a favor da reforma trabalhista.
Em 4 de julho de 2017, Raimundo Lira foi escolhido novo líder no PMDB no Senado Federal, substituindo o senador Renan Calheiros.
Em outubro de 2017 votou a favor da manutenção do mandato do senador Aécio Neves derrubando decisão da Primeira Turma do Supremo Tribunal Federal no processo onde ele é acusado de corrupção e obstrução da justiça por solicitar dois milhões de reais ao empresário Joesley Batista.
Em 3 de abril de 2018, após a sua desfiliação do MDB, se filiou ao PSD, em Brasília.